# Hugo Miranda
Hugo Miranda Ramírez (Santiago, 1 de diciembre de 1921 - Vicuña, 1 de julio de 2011), fue un abogado, político y diplomático chileno, diputado, senador y dirigente del Partido Radical (PR).

## Biografía
Hijo de Jorge Miranda Herrera y Flor María Ramírez Jorquera, estudió en el Liceo Gregorio Cordovez de La Serena y posteriormente en la Facultad de Derecho de la Universidad de Chile, donde se tituló de abogado (1948), con la memoria Los partidos políticos en el Derecho Constitucional chileno.
Inició sus actividades políticas durante sus años universitarios militando en la  Juventud Radical, de la que sería presidente en 1944 y dos años más tarde fue generalísimo de la campaña electoral de Gabriel González Videla. Fue presidente de la Federación de Estudiantes de su alma mater (1947).
En 1949 es elegido diputado por primera vez (Cuarta Agrupación Departamental: La Serena, Coquimbo, Elqui, Ovalle, Combarbalá e Illapel), cargo al que será reelegido en tres oportunidades: 1953, 1957 y 1961. Del 18 de diciembre de 1962 al 12 de abril de 1964 fue presidente de la Cámara de Diputados.

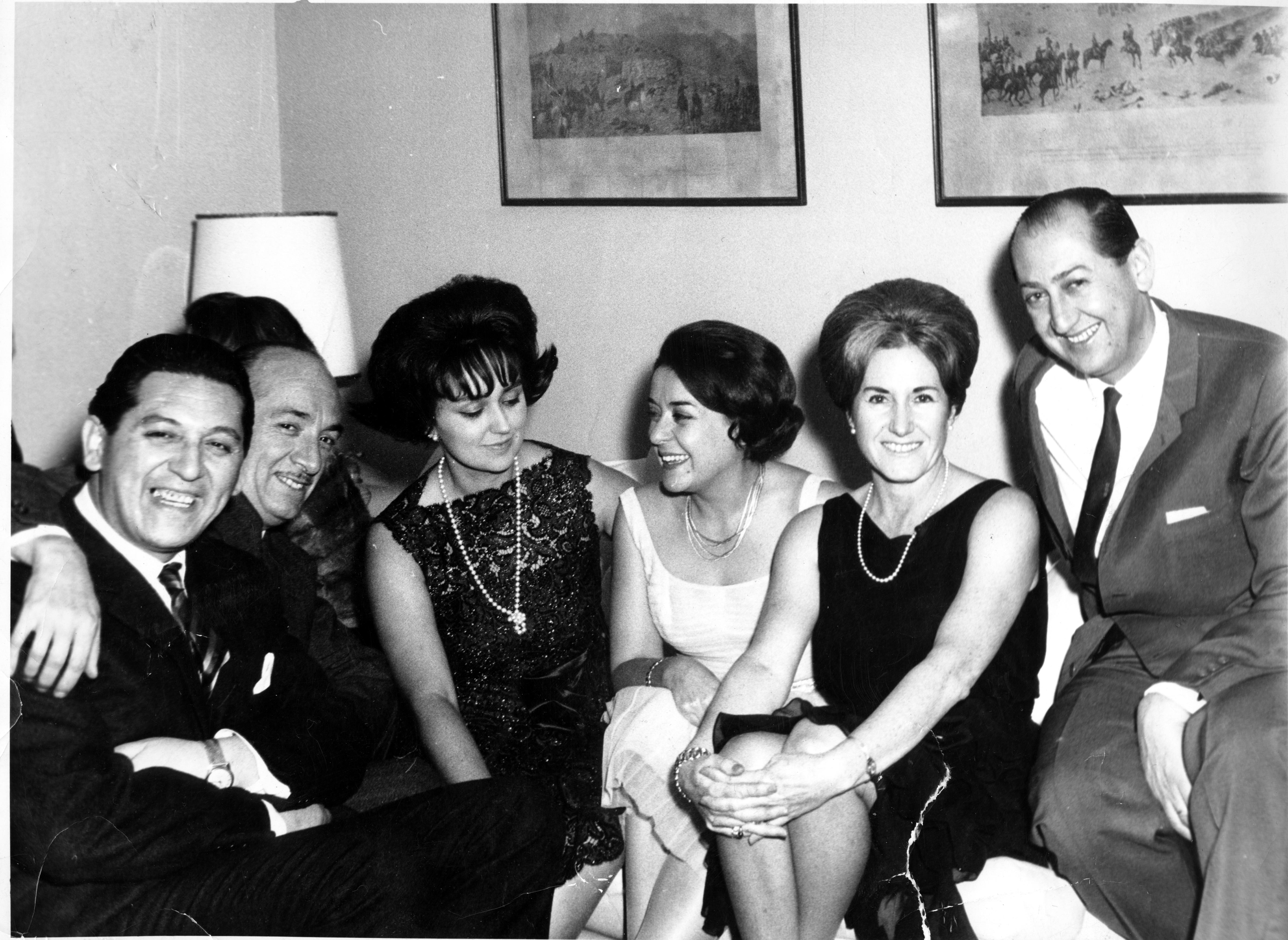
Hugo Miranda (su esposa es la 3ª, de izq. a der.) con sus correligionarios Raúl Fernández Longe (2º) y Carlos Morales Abarzúa (1º)

Se convierte en senador por Atacama y Coquimbo en 1965 y en 1973, pero su segundo mandato quedó inconcluso a raíz del golpe de Estado de 1973. La dictadura de Augusto Pinochet lo detuvo en la Escuela Militar y después lo detuvo como prisionero político en el Campo de Concentración de Isla Dawson. 
En 1975 salió exiliado a Venezuela y de allí pasó a México, invitado por el gobierno de ese país, donde se radicó. Allí fue director de la Casa de Chile.
Con el retorno de la democracia, Miranda regresó a Chile y en 1990 fue nombrado embajador en México y posteriormente en República Dominicana. 
Casado con Cecilia Bachelet Pizarro, prima del padre de la expresidenta Michelle Bachelet, el general de Aviación Alberto Bachelet. Del matrimonio tuvo tres hijos: Cecilia, Pilar y Hugo. 
En sus últimos años, vivía en su campo en Vicuña, y formaba parte del directorio de la Cooperativa Agrícola Pisquera Elqui Limitada (CAPEL).
Falleció en Vicuña el 1 de julio de 2011.

## Historia electoral

### Elecciones parlamentarias de 1965
- Elecciones Parlamentarias de 1965 a Senador por la Segunda Agrupación Provincial, Atacama-Coquimbo Período 1965-1973 (Fuente: Dirección del Registro Electoral, 7 de marzo de 1965)

| Candidato                 | Partido | Votos  | %     | Resultado |
| ------------------------- | ------- | ------ | ----- | --------- |
| Hugo Miranda Ramírez      | PR      | 11 834 | 10,46 | Senador   |
| Julio Mercado Illanes     | PR      | 6801   | 6,01  |           |
| Manuel Magalhaes Medling  | PR      | 8479   | 7,5   |           |
| Julieta Campusano Chávez  | PCCh    | 18 946 | 16,75 | Senadora  |
| Jorge Jiles Pizarro       | PCCh    | 3114   | 2,75  |           |
| Ignacio Palma Vicuña      | PDC     | 10 205 | 9,02  | Senador   |
| Alejandro Noemi Huerta    | PDC     | 26 244 | 23,2  | Senador   |
| Hugo Zepeda Barrios       | PL      | 10 167 | 8,99  |           |
| Beltrán Amenábar Carvallo | PL      | 793    | 0,7   |           |
| Edmundo Illanes Abbott    | PL      | 716    | 0,63  |           |
| Tomás Chadwick Valdés     | PS      | 7988   | 7,06  | Senador   |
| Alejandro Chelén Rojas    | PS      | 7821   | 6,91  |           |

### Elecciones parlamentarias de 1973
- Elecciones Parlamentarias de 1973 a Senador por la Segunda Agrupación Provincial, Atacama-Coquimbo Período 1973-1981 (Fuente: Dirección del Registro Electoral, Domingo 6 de marzo de 1973)

| Candidato                  | Pacto                          | Partido | Votos  | %     | Resultado |
| -------------------------- | ------------------------------ | ------- | ------ | ----- | --------- |
| Alejandro Noemi Huerta     | Confederación de la Democracia | PDC     | 22 288 | 12,28 | Senador   |
| Andrés Zaldívar Larraín    | Confederación de la Democracia | PDC     | 36 998 | 20,39 | Senador   |
| Julio Mercado Illanes      | Confederación de la Democracia | DR      | 21 740 | 11,98 |           |
| Hugo Miranda Ramírez       | Unidad Popular                 | PR      | 12 562 | 6,92  | Senador   |
| Luis Aguilera Báez         | Unidad Popular                 | PS      | 38 180 | 21,04 | Senador   |
| Julieta Campusano Chávez   | Unidad Popular                 | PCCh    | 45 920 | 25,31 | Senadora  |
| Francisco González del Río | Unidad Popular                 | MAPU    | 3743   | 2,06  |           |